# Heinrich V. (Luxemburg)

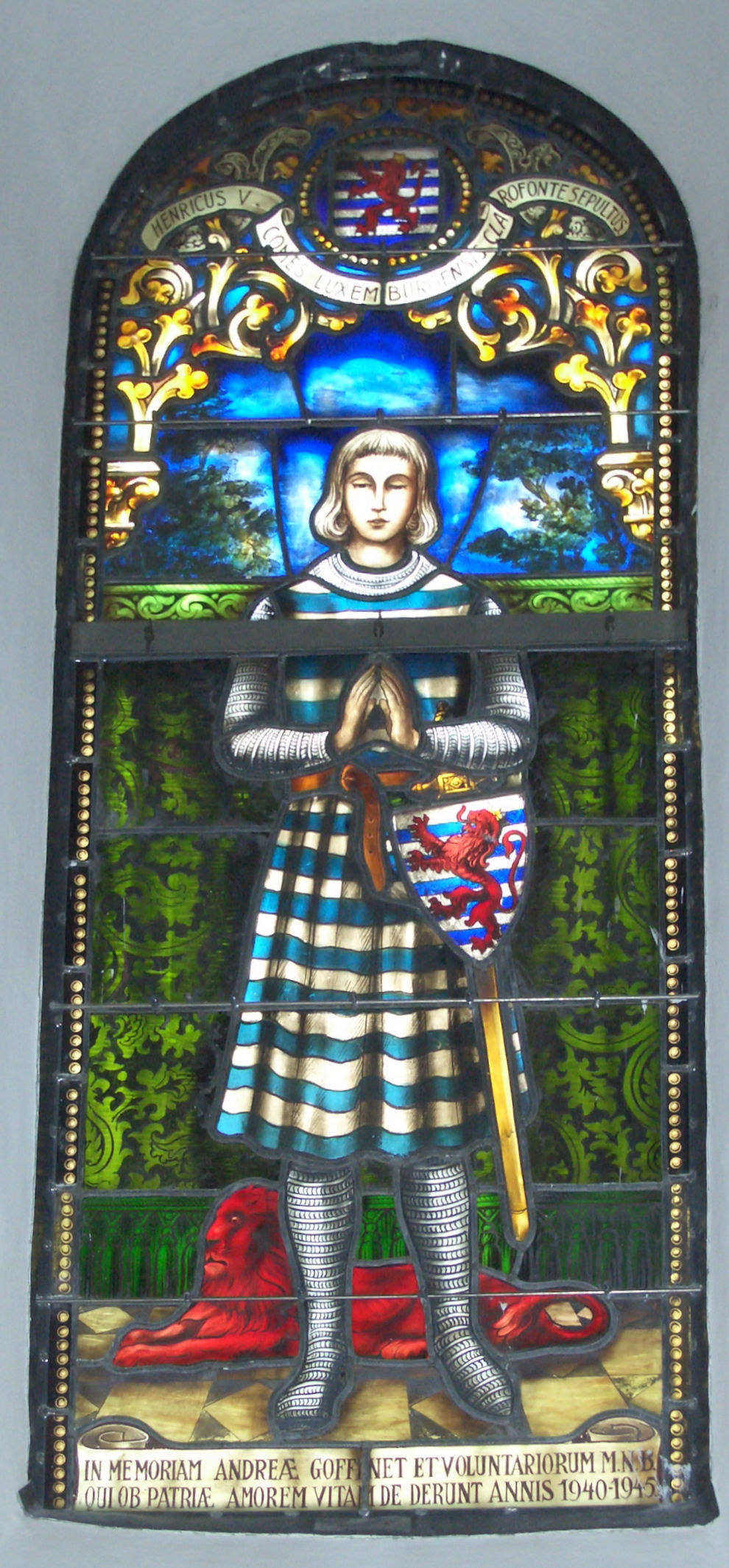
Heinrich V. der Blonde, Kirchenfenster in Clairefontaine

Heinrich V. von Luxemburg, genannt der Blonde, (* 1216; † 24. Dezember 1281 in Mainz) war von 1247 bis 1281 Graf von Luxemburg, Graf von Laroche und Markgraf von Arlon. Zwischen 1256 und 1264 nannte er sich auch Graf von Namur. Er begründete das Haus Limburg-Luxemburg, das im folgenden 14. und im frühen 15. Jahrhundert vier römisch-deutsche Könige und Kaiser stellte.

## Leben und Wirken
Heinrich V. von Luxemburg war der dritte Sohn von Herzog Walram IV. von Limburg (Haus Limburg-Arlon) und Ermesinde II. von Luxemburg (Haus Namur).
1240 heiratete er Margareta von Bar (* 1220; † 1275), Tochter Heinrichs II. des Grafen von Bar, und der Philippa von Dreux. Margareta brachte als Mitgift die Herrschaft Ligny in die Ehe. Sie hatten folgende Kinder:
- Heinrich VI. (* 1240; † 5. Juni 1288) Graf von Luxemburg und Markgraf von Arlon
- Philippa (* 1252; † 6. April 1311) ⚭ 1270 Johann II. von Avesnes (* 1248; † 22. August 1304) Graf von Hennegau und Holland
- Margarete († 1302)
- Isabella (* 1247; † 1298) ⚭ 1264 Guy von Dampierre (* um 1226; † 7. März 1304) Graf von Flandern und Namur
- Balduin († 5. Juni 1288)
- Johanna († 1310), Äbtissin von Clairefontaine
- Walram I. († 5. Juni 1288) Herr von Ligny und Graf von Laroche, Begründer des Hauses Luxemburg-Ligny

Er erhielt die Herrschaft Ligny von seiner Frau als Mitgift, unter der Bedingung, dass diese weiterhin Lehen der Grafen von Bar bliebe. Entgegen dieser Abmachung übernahm Heinrich der Blonde das Lehen dann 1256 von Theobald V. Graf von der Champagne. Sein Schwager Theobald II. Graf von Bar nutzte die Gelegenheit eines Konfliktes zwischen dem Herzog von Oberlothringens und dem Bischof von Metz, um sich zu rächen. Heinrich V. war Verbündeter des Herzogs und Theobald von Bar schloss sich dem Bischof an. Heinrich wurde am 14. September 1266 in der Schlacht von Prény gefangen genommen. Am 8. September 1268, nach einem Schiedsspruch Ludwig IX. König von Frankreich, wurde Heinrich als Herr von Ligny unter der Lehnsherrschaft des Grafen von Bar konfirmiert.
Heinrich nahm 1253 an der aus seiner Sicht siegreichen Schlacht bei Westkapelle teil, dem militärischen Höhepunkts des flämischen Erbfolgekriegs.
Im Jahr 1256 eroberte Heinrich Namur, während Markgraf Balduin von Courtenay sich in Konstantinopel befand. Daraufhin trat dieser seine Rechte an der Markgrafschaft Namur an Guy von Dampierre, Graf von Flandern ab, der den Kampf aufnahm und Namur von Heinrich zurückeroberte. Schlussendlich schlossen die zwei Feinde Frieden, indem Heinrich seine Tochter Isabella mit Guy vermählte. 

1262 verlieh er Bitburg die Stadtrechte.
Nachdem Heinrich 1268 das Kreuz genommen hatte, brach er im Mai 1270 auf und schloss sich dem französischen König Ludwig IX. (der Heilige) auf dem siebten Kreuzzug nach Tunis an. Nachdem der König im August 1270 vor Tunis gestorben war, kehrte Heinrich bald über Italien in die Heimat zurück, wo er spätestens im Mai 1271 eintraf.

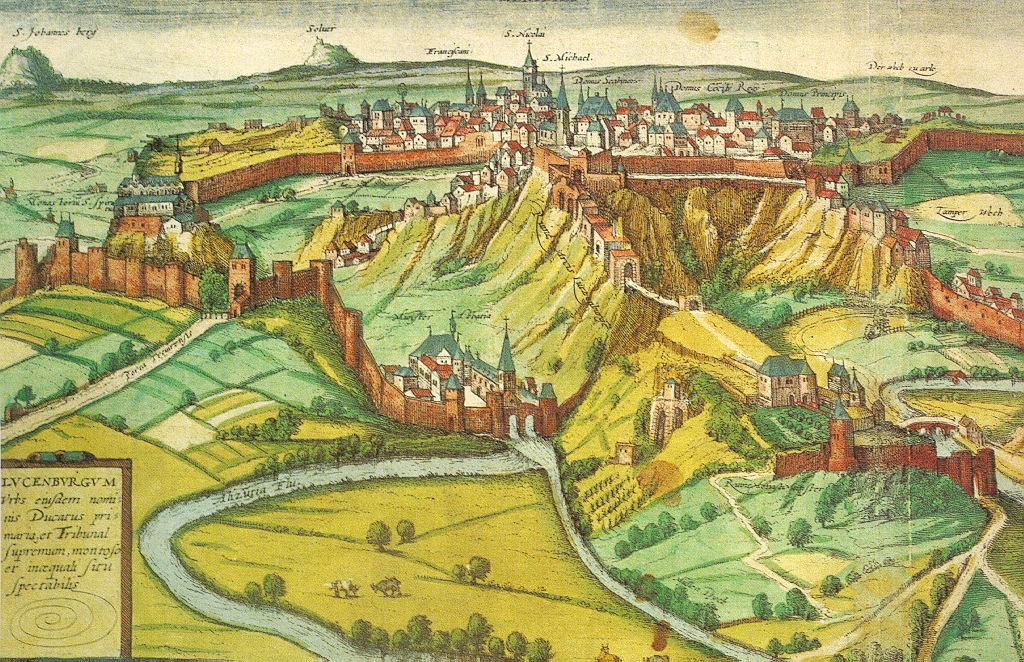
Burg Lucilinburhuc (auf der ältesten Ansicht Luxemburgs von 1598)
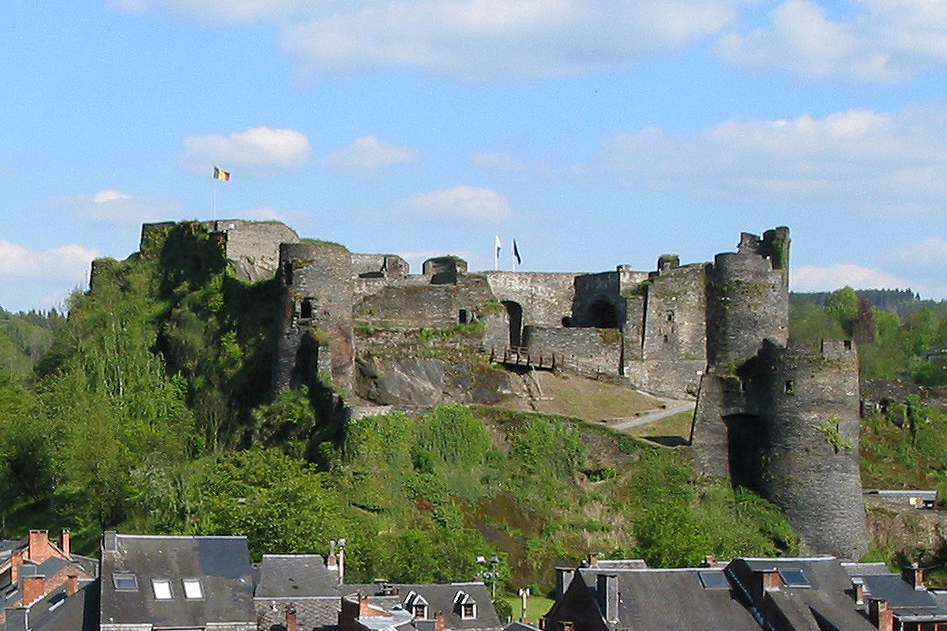
Burg Laroche
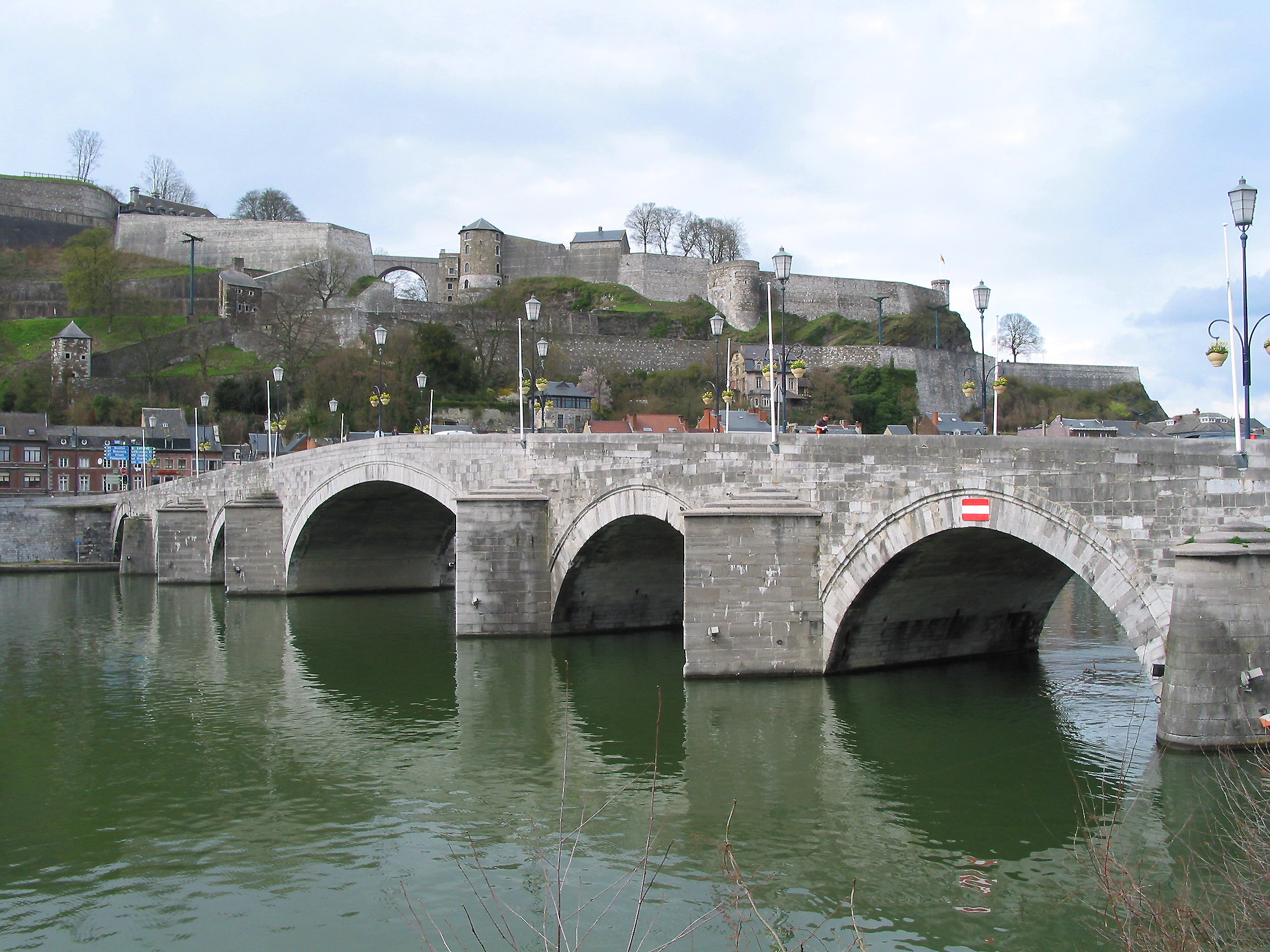
Zitadelle von Namur